# Obljak (Mali Brijun)
Obljak (Okrugljak) je nenaseljeni otočić u Brijunskom otočju, uz zapadnu obalu Istre. Nalazi se oko 400 metara istično od Malog Brijuna, a najbliži otok je Gaz, 220 metara zapadno.
Površina otoka je 44.133 m2, duljina obalne crte 778 m, a visina 7 metara.